# John Browne
Pour les articles homonymes, voir John Browne (homonymie) et Browne.
John Browne (Edmund John Philip Browne), né le 20 février 1948 à Hambourg en Allemagne, baron Browne of Madingley, est un homme d'affaires britannique. Il était le directeur général (Group Chief Executive) de la compagnie pétrolière BP jusqu'à sa démission le 1er mai 2007.

## Biographie
John Browne est né d'un père officier de l'armée de terre britannique et d'une mère hongroise rescapée d'Auschwitz. Il a été anobli en 1998 et fait pair à vie en 2001.

## Démission
Directeur général de BP pendant 12 ans, John Browne a dû démissionner de ses fonctions après avoir échoué en justice à empêcher la parution dans la presse d'articles, faisant suite aux révélations d'un ancien amant, selon lequel il aurait fait bénéficier celui-ci d'avantages aux frais de l'entreprise, ce que Browne et BP ont démenti. La justice britannique a autorisé le tabloïd Mail on Sunday à publier ses articles et par là à révéler l'homosexualité de l'homme d'affaires.
John Browne a dû reconnaître avoir menti dans une déposition à la Cour sur les circonstances de leur rencontre - Browne et le jeune homme (27 ans) s'étaient connus par un site d'escort - et a en conséquence démissionné.

## Depuis 2007
Président du fonds de capital-investissement Apax, John Browne le quitte en 2007 pour rejoindre un autre fonds, Riverstone, spécialisé dans l'énergie et l'électricité. Il le quitte en 2015 pour devenir président exécutif de Letter1, fonds d'investissement dans les secteurs de l'énergie, des télécommunications et des nouvelles technologies
Le 8 février 2010, l'éditeur britannique Weidenfeld & Nicolson publie Beyond Business, les mémoires de Lord Browne.
En 2020, John Browne co-préside avec Jean-Marc Ollagnier le Global Energy Board, qui réunit des dirigeants mondiaux du secteur de l'énergie.